# Ilja Iljič Mečnikov
Ilja Iljič Mečnikov, často zkráceně Ilja Mečnikov (rusky Илья Ильич Мечников; 16. května 1845, Ivanovka poblíž Kupjanska, Ruské impérium dnešní Ukrajina – 15. července 1916, Paříž, Francie) byl ruský přírodovědec-zoolog, který se velmi aktivně a úspěšně zapojil do boje proti infekčním nemocem. Jeden ze zakladatelů evoluční embryologie, objevitel fagocytózy a fagocytální teorie imunity, vnitrobuněčného trávení, tvůrce srovnávací patologie zánětu, zakladatel vědecké gerontologie.
Je také držitelem Nobelovy ceny za medicínu a fyziologii, kterou získal za výzkum imunitního systému .

## Život
Ilja Iljič Mečnikov se narodil v rodině carského důstojníka a statkáře, který pocházel ze starého bojarského moldavského rodu. Po matce, rozené Nevachovičové, byl vnukem spisovatele a překladatele, zakladatele rusko-židovské literatury L. N. Nevachoviče. Měl čtyři sourozence – tři bratry a sestru. Jeho starší bratr Lev Mečnikov byl revoluční anarchista, geograf a spisovatel žijící ve Švýcarsku. Druhý starší bratr Ivan byl soudcem a stal se vzorem pro hlavního hrdinu románu L. N. Tolstého Smrt Ivana Iljiče. Jeho neteří byla operní pěvkyně Marie Kuzněcovová. Otec po bankrotu musel opustit Petrohrad a usadil se v Ivanovce v Kupjanské oblasti, kde se v roce 1845 narodil Ilja Mečnikov. Později se přestěhovali na nedaleký rodinný statek Panasovka, kde prožil své dětství.
V letech 1856 - 1862 studoval na gymnáziu v Charkově a po maturitě se zapsal na matematicko-fyzikální fakultu tamní univerzity. Již v mládí se u něj projevila touha po vzdělání spojená s velkou pílí a invencí. Byl vášnivým čtenářem odborných publikací o zoologii, biologii a mikrobiologii.
Vystudoval univerzitu v Charkově a po jejím ukončení se vydal na studijní cestu po Německu a Itálii, z níž se vrátil v roce 1867. Nejprve navštívil ostrov Helgoland a později odjel do Giessenu. Pokračoval na univerzitě v Göttingenu a Mnichově v Sieboldově laboratoři. Ve své první práci stanovil u prvoka Ascaris nigrovenosa parazitickou a volně žijící formu a objevil intracelulární trávení. V r. 1865 odjel do Neapole, kde studoval embryologii bezobratlých živočichů. Za svou práci Historie embryonálního rozvoje Sepiola získal v roce 1867 titul magistra. Na univerzitě v Petrohradě obhájil doktorát v r. 1868.
Stal se docentem na Novorosijské univerzitě v Oděse, kde dvanáct let vyučoval zoologii a srovnávací anatomii. V r. 1869 se oženil s Ludmilou Fedorovičovou, která byla těžce nemocná a o čtyři roky později zemřela na tuberkulózu. Po její smrti se Mečnikov v depresi pokusil o sebevraždu morfiem. Za dva roky se oženil se studentkou Olgou Bělokopytovou, která se stala pomocnicí v jeho výzkumech. V roce 1879 objevil patogeny mykózy hmyzu a navrhl biologickou metodu ochrany rostlin před škůdci. V roce 1880 jeho žena onemocněla morem a Mečnikov se pro její záchranu záměrně nakazil, aby zjistil, zda je nemoc přenosná krví. Oba nemoc přežili. V r. 1882 opustil na protest proti reakčním poměrům v Rusku a systému výuky své místo na univerzitě.
Nejprve pobýval v Messině na Sicílii, kde ve své malé laboratoři při zkoumání mořských hvězdic objevil důležitou funkci intracelulárního (vnitrobuněčného) trávení - fagocytární (buněčnou) imunitu. Dedukcí a praktickými pokusy dospěl k závěru, že bílé krvinky brání organizmus před cizí látkou a likvidují každé cizí těleso. Tento objev také změnil Mečnikovův dříve pesimistický pohled na život a vzbudil v něm odhodlání pokračovat ve výzkumu a potvrdit své hypotézy. Po návratu do Oděsy v r. 1883 publikoval svou teorii fagocytózy v odborném tisku a v přednášce na univerzitě v Kyjevě. V roce 1883 Mečnikov energicky vystupoval proti Kochovu názoru na vznik infekcí a zdůrazňoval vlastní síly organismu, jenž si proti infekcím pomáhá sám. Dá se říci, že byl Mečnikov první, kdo poznal, že makroorganismus je sám schopen se bránit proti mikroorganismům, tedy proti infekcím. Tady vlastně začalo Mečnikovovo životní dílo.
V roce 1886 byl jmenován ředitelem bakteriologické laboratoře v Oděse, v níž jako druhý na světě (po Pasteurovi) a první v Rusku očkoval proti vzteklině. Představitelé města od něho očekávali rychlé výsledky, které se však nedostavovaly. Neúspěchem skončilo očkování ovcí proti sněti slezinné. Mečnikov byl roztrpčen vzrůstající kritikou a rozhodl se opustit Rusko.
Od r. 1888 žil Mečnikov až do své smrti ve Francii. Na základě objevu fagocytů a fagocytózy mu Louis Pasteur v r. 1887 nabídl místo ve svém ústavu v Paříži. Od roku 1905 zde zastával funkci zástupce ředitele. Tam nadále experimentoval a své výzkumy publikoval v několika jazycích, především francouzsky. V roce 1891 napsal knihu s názvem Přednášky o srovnávací patologii zánětu, která se stala jednou ze základních prací v oblasti imunologie. V knize Přednášky o fagocytóze, popsal svůj objev a současně prohlásil, že „současná paleontologie se musí zabývat celým živočišným světem“, což byla na svou dobu převratná myšlenka. Zde se také zabýval etiologií a imunitou. Vyžadoval obecnější pohled na chorobné dění v organismu.Zabýval se různými infekčními chorobami, mj. syfilidou.
V roce 1892 vydal souhrnnou práci s názvem O příčinách a předcházení infekčním nemocem, v roce 1901 opět v Paříži O imunitě při infekčních nemocech. Odpor organismu proti infekcím spatřoval právě ve fagocytóze; dnes se ovšem ví, že existují i jiní činitelé. A v roce 1904 vydal pro změnu v německém jazyce dílo Učení o fagocytech a o jeho experimentálních základech.
V r. 1908 získal Mečnikov společně s Paulem Ehrlichem Nobelovu cenu za fyziologii a medicínu.
Začátkem 20. století se začal lékařský svět zabývat problémem stárnutí. Bylo vysloveno mnoho hypotéz. Mečnikov vytvořil teorii, že stáří je důsledkem otravy těla produkty některých bakterií ve flóře lidského střeva. Jako prostředek proti množení těchto mikroorganismů doporučoval stravu obsahující mléčné fermentované bakterie, především bulharské jogurty a kefír.
Udržoval kontakty s ruskými vědci. V r. 1911 vedl expedici, která se zabývala morem v Rusku a při tom učinil řadu důležitých pozorování také v tuberkulóze.
Zemřel v Paříži ve věku 71 let, po několika infarktech myokardu. Své tělo odkázal na medicinské účely. Urna s popelem byla později uložena v Pasteurově ústavu v Paříži.
Jeho dílo bylo oceňováno v mnoha zemích. Univerzita v Cambridgi mu udělila čestný doktorát, byl držitelem Copleyovy medaile Královské společnosti v Londýně, členem Petrohradské, Newyorské, Filadeflské Bruselské a Pařížské akademie.